# Barvínek menší

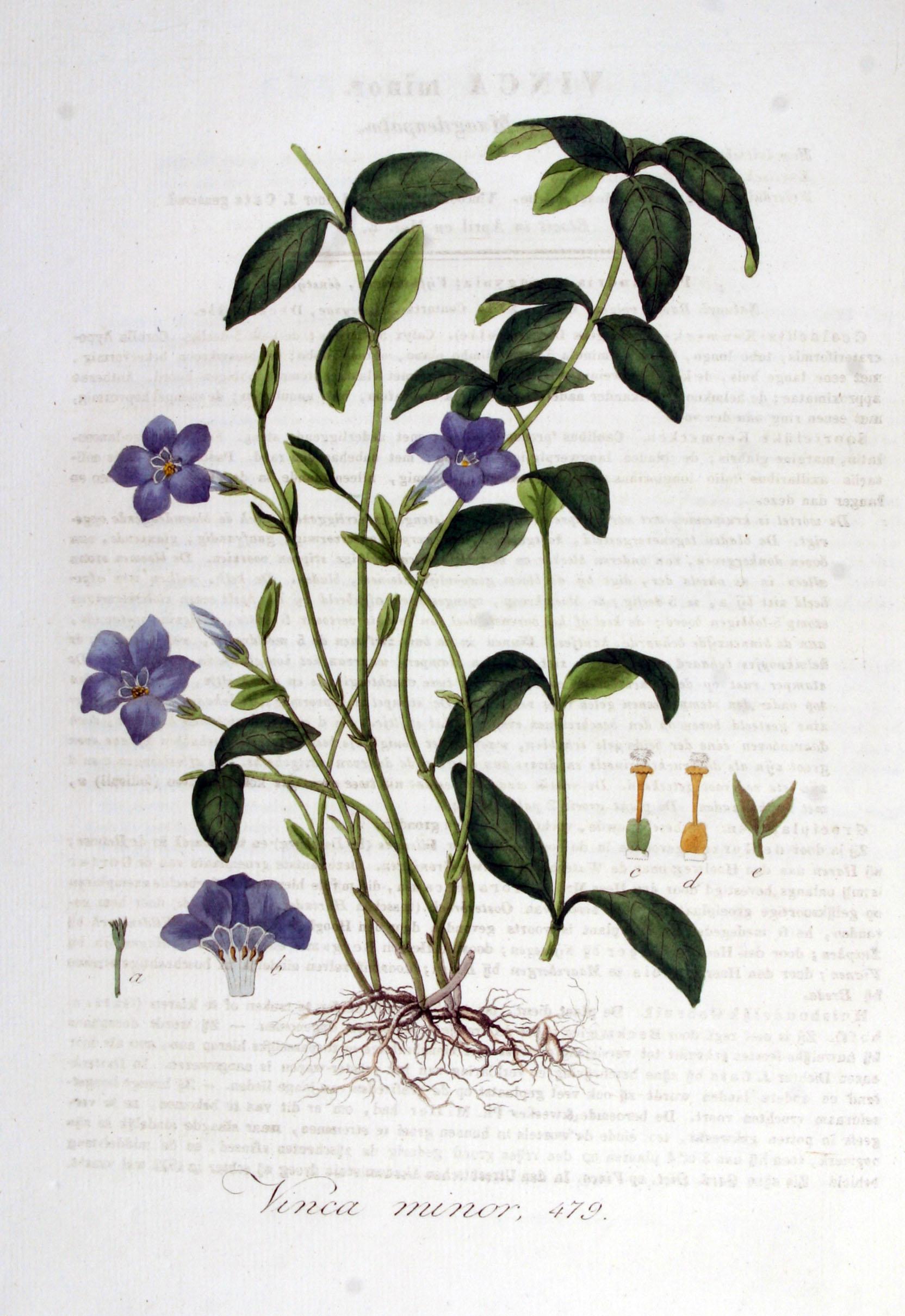
Nákres barvínku menšího

Barvínek menší (Vinca minor) je stálezelená, nízká, široce rozložitá rostlina s modrofialovými květy, jediný původní druh rodu barvínek vyskytující se v přírodě České republiky.

## Rozšíření
Druh pochází z Evropy, ze široké oblastí od Pyrenejského poloostrova až po střed evropské části Ruska, včetně Malé Asie. Postupně byl zavlečen do zemí Skandinávie i na sever Britských ostrovů, do Východní Asie, Severní a Jižní Ameriky, na jih Afriky, do Austrálie i na Nový Zéland.
V Česku se vyskytuje poměrně často v pásmu od nížin až do nadmořské výšky 800 m a spíše v teplejších místech. Často se do přírody dostává zplaněním ze zahrad a parků, kde bývá pěstován. Za původní jsou považované populace na Moravě a ve východních a severních Čechách, na zbytku území ČR se pravděpodobně jedná o zplanělé populace.

## Ekologie
Nejlépe roste na polostinných až stinných místech, kde je vlhká a na živiny bohatá půda. Dobře se mu daří v podrostu křovin nebo ve světlých listnatých či smíšených lesích, méně již v jehličnatých. Prospívají mu půdy zásadité až neutrální, v kyselých chřadne. Je již od středověku pěstován v zahradách a parcích jako půdokryvná rostlina, odkud se dostává do volné přírody.

## Popis

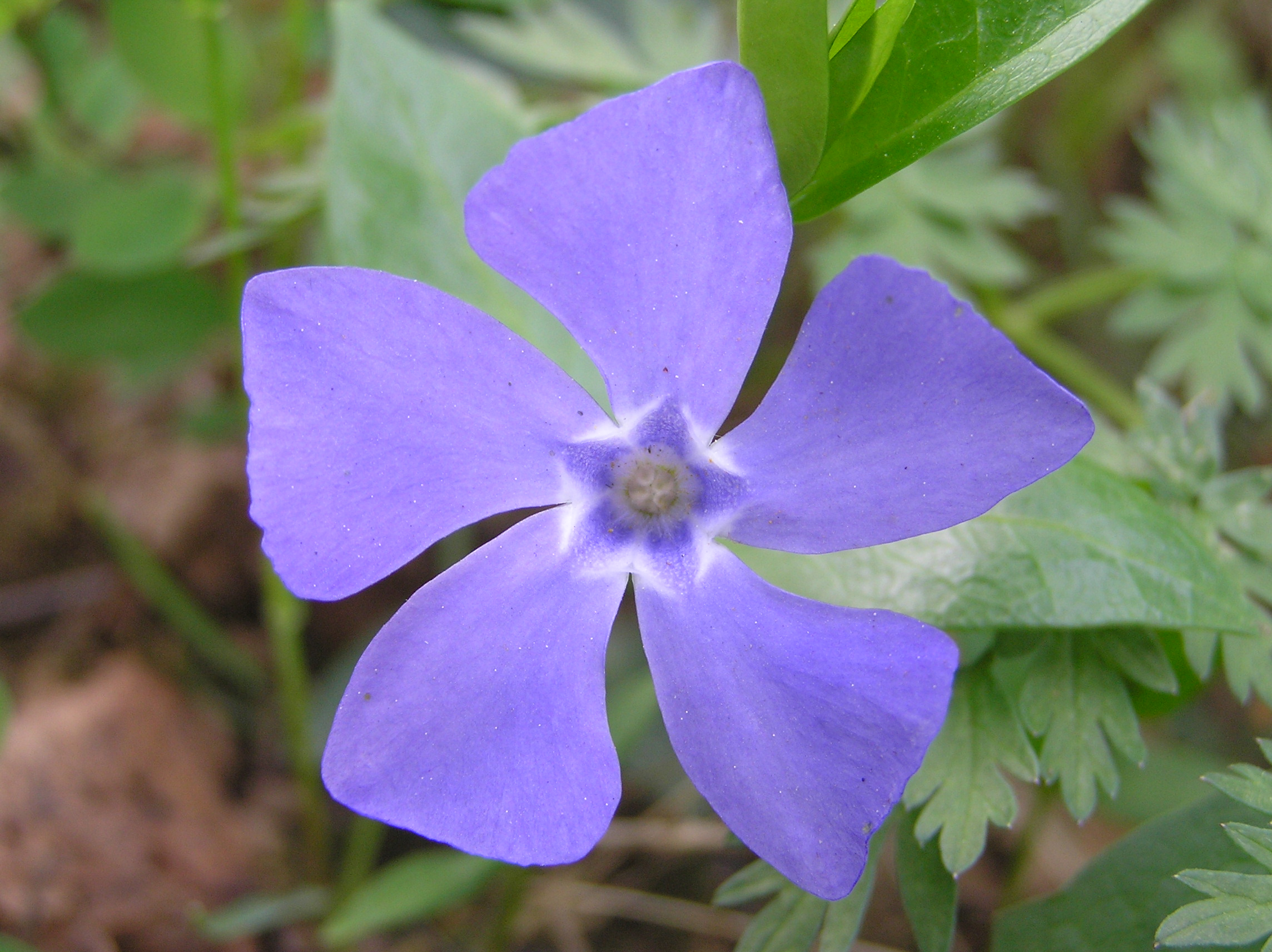
Květ

Vytrvalý, stálezelený, plazivý polokeř vysoký 5 až 20 cm. Z uzlin plazivého, až 80 cm dlouhého oddenku vyrůstají trsy lodyh. Neplodné lodyhy jsou poléhavé, snadno koření a bývají dlouhé až 100 cm, květonosné lodyhy rostou vzpřímeně nebo vystoupavě do délky nejvýše 20 cm. Listy s krátkými řapíky vyrůstají vstřícně, jsou neopadavé a bývají dlouhé 1,5 až 4,5 cm. Jejich lysé, kožovité čepele jsou vejčité až kopinaté, u báze zúžené, svrchu leskle tmavozelené, naspodu žlutozelené a mají výraznou střední žilku.
Květy rostou na koncích větviček jednotlivě, jsou velké 2 až 3 cm, jasně modré až fialově modré, vzácně i fialové nebo bílé a mají stopky 2 až 3 cm dlouhé. Pětičetný kalich je do čtvrtiny až poloviny rozeklaný a jeho cípy jsou lysé. Srostloplátečná, nálevkovitá koruna s ploše rozloženým okrajem má pět šikmo postavených obvejčitých plátků. V květu je pět volných tyčinek s prohnutými nitkami částečně přirostlými ke koruně a nesoucí intorzní prašníky skloněné přímo nad bliznu. Dva svrchní semeníky mají společnou čnělku rozšířenou v terčovitou bliznu s chomáčem chloupků, které zabrání pylu vysypanému z prašníků dostat se na vlastní bliznu. Na spodu semeníků jsou dvě žluté nektarové žlázky, ke kterým přilétá opylující hmyz. Kvetou v březnu až červnu, na zastíněných místech však málokdy. Ploidie druhu je 2n = 46.
Plod je vztyčené podlouhlé souplodí dvou ve švech pukajících měchýřků velkých 1,5 až 2 cm. Obsahují dvě až tři hnědá, válcovitá, bradavičnatá semena, která s oblibou rozšiřují mravenci. Rostliny se však obvykle množí vegetativně, v kultuře se dělí řízkováním nebo odřezáváním zakořeněných lodyh.

## Význam
Barvínek menší vytváří husté zelené koberce a na jaře navíc, na světlých místech s výživnou půdou, přináší množství výrazných květů, je proto oblíbenou nenáročnou okrasnou rostlinou. Snáší dobře znečištěné ovzduší a netrpí škůdci. Jsou vyšlechtěné kultivary s pestrým listy i s různou velikostí a barvou květů (modré, bílé, červené).
Rostlina byla v minulosti používaná jako léčivá. Sbíranou částí byla nať (Herba vincae), která obsahuje mnohé speciální alkaloidy (např. vincamin), saponiny, třísloviny, pektiny, hořčiny a kyselinu flavonovou a ursolovou. Nálev z drogy se používal ke snížení krevního tlaku, proti zánětu sliznice, k zastavení vnitřního krvácení a potlačení kašle. V současnosti se zkoumá její využití k léčbě leukemie a rakoviny.
Vzhledem k obsaženým látkám je rostlina považována pro lidi za lehce toxickou, je opomíjena i zvířaty.

## Galerie

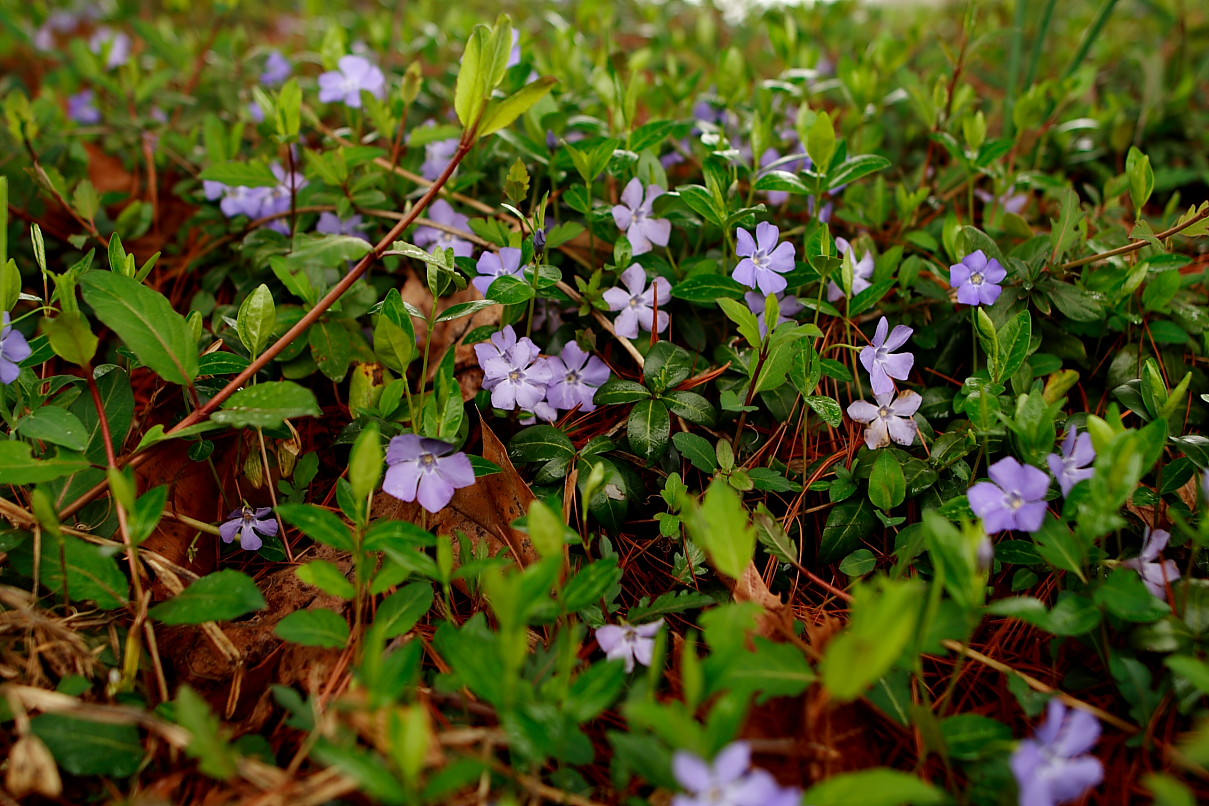
Porost na slunci
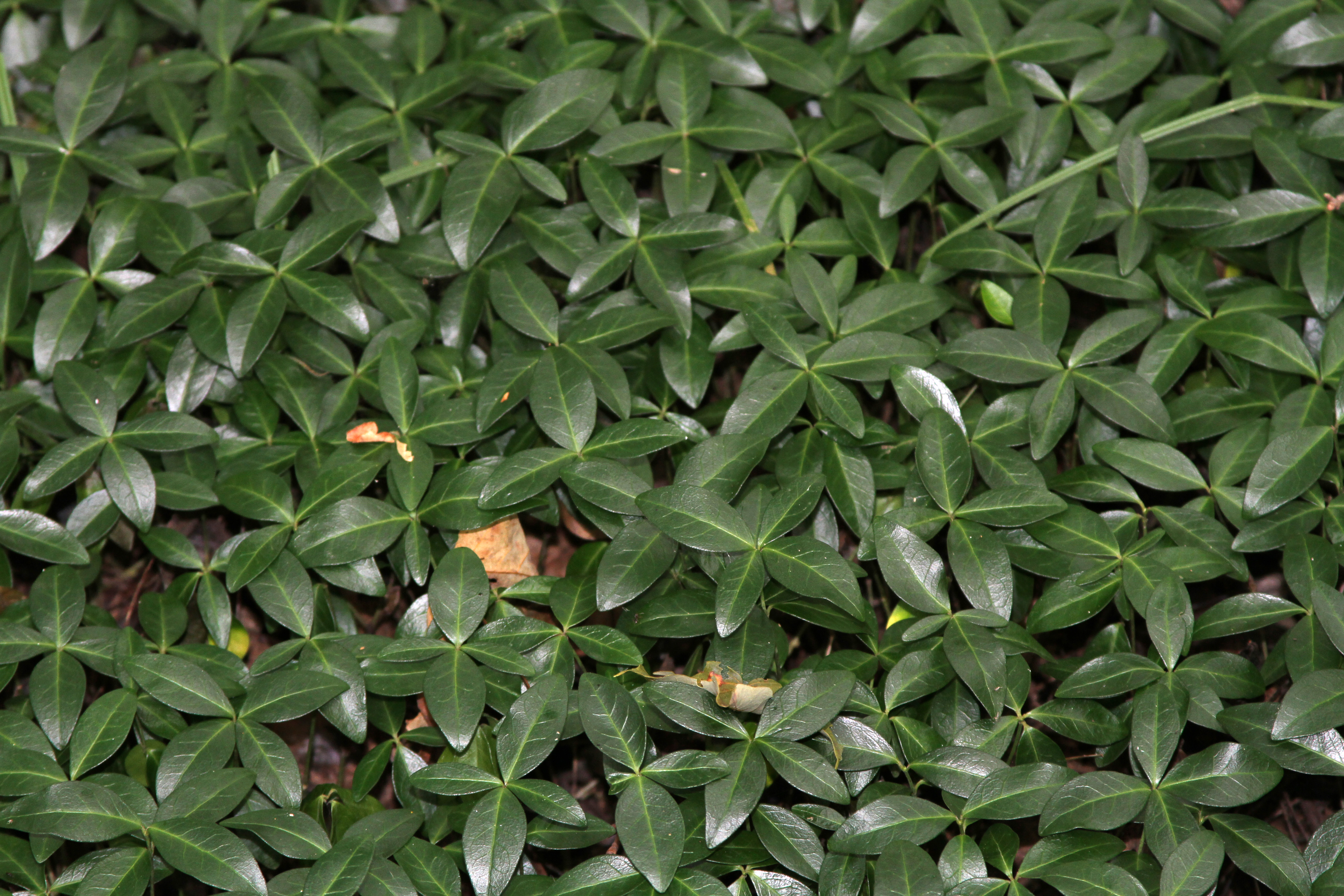
Porost ve stínu
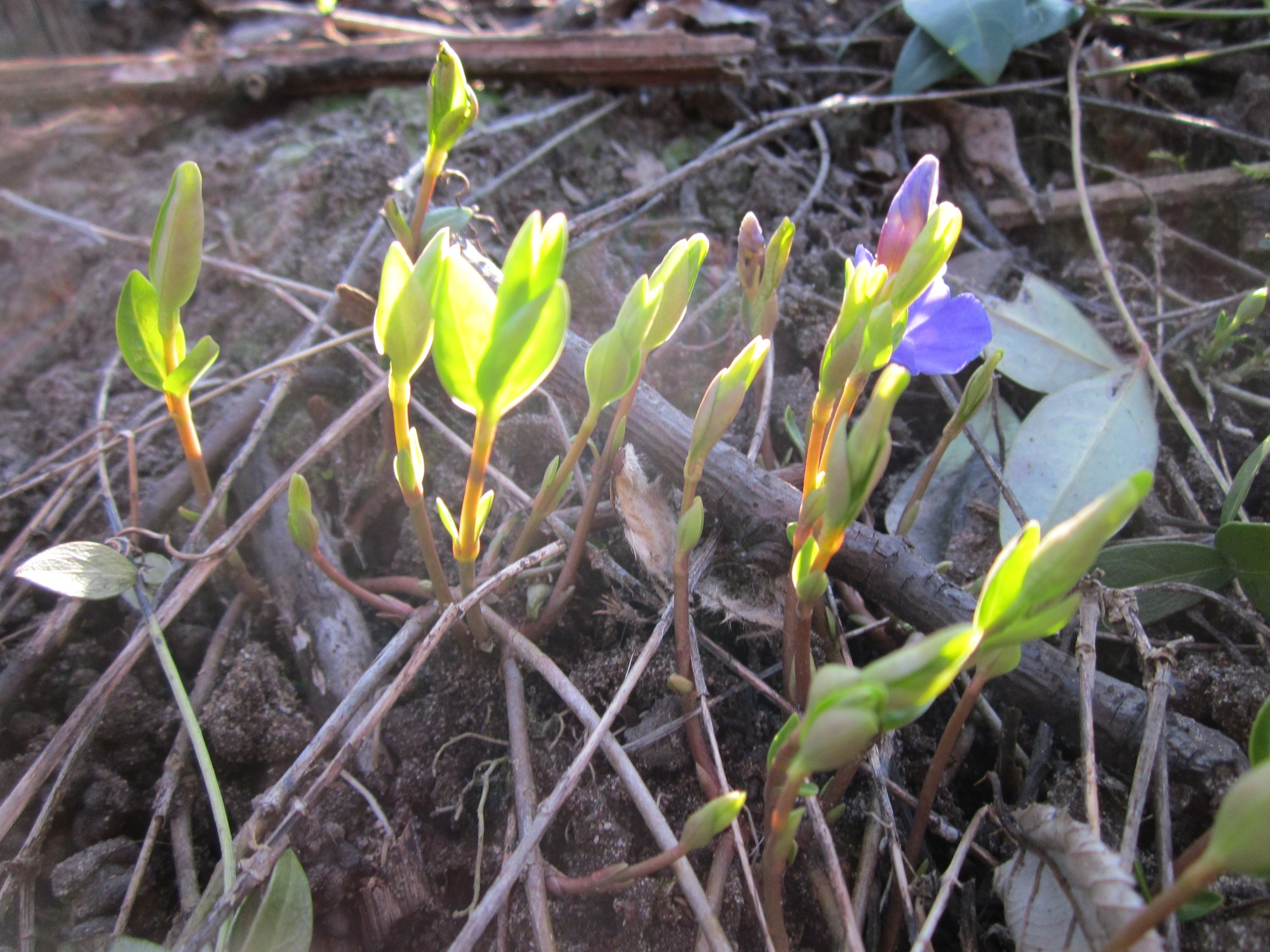
Nové lodyhy